# Бернацкий, Владимир Нифонтович
Влади́мир Ни́фонтович Берна́цкий  (8 июня 1938, Сосница, Черниговская область, Украинская ССР, СССР — 20 июня 2019, Полтава) — украинский художник, график, дизайнер.

## Биография
Член НСХУ (1988). 
Окончил Украинский полиграфический институт им. Ивана Федорова (1969; кл. А. Попова, Ю. Гапона).
1964—74 — художник-конструктор НДИХиммаш (Полтава); с 1974 — график Полтав. худож.-пр. комбината. Участник городских, респ. (с 1978) и всесоюз. (с 1982) выставок. Персональные — в Полтаве (1999, 2002). 
Работал в области пром. графики и проектирования интерьеров. Пишет также портреты, натюрморты, пейзажи, создаёт гобелены. Работы хранятся в Полтав. краеведч. музее и фондах НСХУ. Проживал и умер в городе Полтава.

## Творчество
Интерьеры аэропорта (1981) и автовокзала (1982) в Полтаве; плакаты — «Равновесие», «Городам — чистое небо» (оба — 1978), «60-летие создания СССР», «Атмосфере быть чистой», «Конец блицкрига» (все — 1982), «Проверяй работу качеством», «Сначала считать — потом сеять», «Помнить всегда» (все −1985); натюрморты — «Цветы» (1999), «Жёлтые тюльпаны» (2002). В живописи предпочитает акварель.